# 長崎県立五島海陽高等学校
長崎県立五島海陽高等学校（ながさきけんりつ ごとうかいようこうとうがっこう, Nagasaki Prefectural Goto Kaiyo High School）は、長崎県五島市坂の上一丁目にある県立高等学校。

## 概要
歴史
1976年（昭和51年）に開校した「長崎県立五島商業高等学校」を前身とする。2005年（平成17年）に現校名の「長崎県立五島海陽高等学校」に改称し、総合学科校となった。
校名の由来
五島の雄大な海のように豊かな心と、南国の太陽のように明るく、熱い情熱をもった人間に育ってほしいという願いが込められており、港が見える丘の上にそびえ立つ校舎から望まれる、陽の光に輝く海をイメージしている。
設置課程・学科
全日制課程 総合学科 5系列
- 人文・自然系列 - 大学（4年制大学文系）進学、高等看護学校受験に対応。
- ビジネス系列 - 多様化する社会に対応し、ビジネス活動に必要な内容を幅広く学ぶ。
- 情報系列 - 情報化社会の進展に対応でき得る能力の育成。
- 生活総合系列 - 衣食住、保育、福祉に関する基礎的･基本的な内容の学習。
- 地域振興系列 - ビジネス活動の意義や役割を学び、経済社会で過ごすために必要な力を身につけ、将来地域に貢献できる人材育成。

1年生の時は全員共通の授業を受けるが、1年生の9月ごろに系列を選択し、2年生から系列の授業が始まる。また人文・自然系列は2年・3年とクラス替えがない（基本的に、1組に全員所属する）。
校訓
- 「誠実」- 互いに真心の燈をともそう
- 「自彊[2]」- たゆまず努力し進んで自己を高めよう
- 「開拓」- 力を合わせ新しい道を切り開こう

スローガン
「巻き起こせ 海陽力で新風を」～学校は生徒が主役 学校は学びの場～
校章
「五島の海の昇る朝日のように清らかで情熱的な心と、いかなる困難にもくじけることのない逞しさをもち、伝統への敬意を胸に、瞳たかく新たな道に乗り出して行くような人物に成長してほしい」との願いが込められ制定された。「海陽（青色の文字）」、「赤色の円」、「三本ののびやかな曲線」、「周囲をかたどる六角形」を組み合わせたデザインになっている。それぞれのモチーフが表すものは以下の通り。
- 「赤色の円」- 五島の海に昇る太陽を表し、確かな自己実現のために、熱い情熱を胸に、五島海陽高校に集う生徒たちをイメージしている。
- 「三本ののびやかな曲線」

五島灘を吹き渡る清爽とした風を示している。その1本1本には、素直な心で自らを高め、常に新たな道を切り開くことを謳（うた）う校訓「誠実」・「自彊」・「開拓」がなぞらえられている。
- 「周囲をかたどる六角形」

五島市江川町に今も残る「六角井戸」（長崎県指定文化財）を模したもので、天文9年（1540年）に通商のため福江島を訪れた明国商人王直に、同島の領主であった宇久盛定が唐人町の居住地とこの井戸を与え、島の財政に活力をもたらしたという歴史にちなんでいる。この部分だけが前身の五島商業高校の校章のデザインを残している。
校歌
作詞は本田忠実、作曲は松尾政彦による。歌詞は3番まであり、五島列島福江島の「鬼岳」（おにだけ、315m）や「翁頭（おうとう）の峰」（翁頭山、429m）の自然や、歴史を思わせる「唐船」の往来が歌詞の中に盛り込まれている。
寄宿舎
校訓にちなみ、「自彊寮」と称されている。

## 沿革
旧・長崎県立五島商業高等学校
- 1976年（昭和51年）
  - 4月1日 - 「長崎県立五島商業高等学校」が開校。（第1学年定員- 商業科135・家政科90）[5]
  - 11月 - 体育館が完成。
- 1980年（昭和55年）3月 - 寄宿舎が完成。校訓にちなみ、「自彊寮」と命名。
- 1984年（昭和59年）3月 - 更衣室・シャワー室が完成。
- 1985年（昭和60年）11月10日 - 創立10周年記念式典を挙行。
- 1991年（平成3年）4月 - 情報処理科1学級を設置。（第1学年定員 -商業科90・情報処理科45・家政科45）
- 1993年（平成5年）9月 - 家庭クラブの奉仕活動について厚生大臣表彰を受賞。
- 1994年（平成6年）10月 - 時事通信社第10回「教育奨励賞」（文部省後援）表彰を受賞。
- 1996年（平成8年）3月 - パソコンLANシステム41台を導入。図書館を大規模改修。
- 1998年（平成10年）3月 - パソコンLANシステム41台を導入。
- 1999年（平成11年）
  - 3月 - LL教室設備を更新。自転車置き場、部室を改修。
  - 4月 - 先進的教育ネットワークモデル校指定（光ファイバーを導入）
- 2000年（平成12年）
  - 2月 - 武道場を改修。
  - 9月 - 管理棟を大規模改修。
  - 12月 - パソコンLANシステム41台を導入。
- 2001年（平成13年）
  - 9月 - 管理棟を大規模改修。
  - 10月 - 寄宿舎内部を改修。
- 2002年（平成14年）
  - 3月 - パソコンLANシステム40台を更新。
  - 9月 - 管理棟を大規模改修。
- 2003年（平成15年）4月 - 商業科1学級減。1学年定員を商業科40・情報処理科40・家政科40とする。
- 2004年（平成16年）3月 - 第2パソコン室LANシステム40台を更新。

長崎県立五島海陽高等学校
- 2005年（平成17年）4月1日
  - 全学科を総合学科に改編し、「長崎県立五島海陽高等学校」（現校名）に改称。
  - 長崎県立鶴南養護学校高等部五島分教室を開設。
- 2007年（平成19年）3月31日 - 商業科・情報処理科・家政科を閉科（五島商業高校最後の入学生が卒業したため）。
- 2010年（平成22年）4月1日 - 併設の長崎県立鶴南養護学校高等部五島分教室が「長崎県立鶴南特別支援学校高等部五島分教室」に改称。
- 2015年（平成27年）4月1日 - 併設の長崎県立鶴南特別支援学校高等部五島分教室が「長崎県立鶴南特別支援学校五島分校」（高等部）に改称。

## 学校行事
- 体育祭 - 9月に実施。クラス別の縦割りで行進、応援、競技などで得点を競い合う。

1年生は3クラス、2・3年生は4クラスあるので1年生は混成で各組に入る。また、鶴南特別支援学校の生徒も参加する。
- 福江みなとまつりへの参加 - ねぶたの山車灯篭を作成し、福江の街を練り歩く。
- マラソン大会 - 11月に実施。男子は10km、女子は5kmを走る。
- 百人一首大会 - 12月に実施。
- 文化祭「海陽祭」- 2月に実施。

## 部活動
運動部
- 硬式野球部
- サッカー部
- 陸上競技部（男女）
- バスケットボール部（男）
- バスケットボール部（女）
- 硬式テニス部（男女）
- バレーボール部（男）
- バレーボール部（女）
- 卓球部(男女)
- ソフトテニス部（男）
- ソフトテニス部（女）
- 剣道部（男女）

文化部
- 情報メディア部
- 音楽部（コーラス・吹奏楽）
- 簿記電卓部
- 図書イラスト同好会
- 日本文化同好会
- 家庭科学同好会
- 英会話同好会
- 地域振興研究同好会

## アクセス
最寄りのバス停
- 五島自動車（五島バス）「三尾野」（みおの）バス停下車 徒歩約5分

最寄りの港
- 福江港

最寄りの道路
- 福江港ターミナルから国道384号を通り、長崎県道63号福江空港線に入ってすぐ右折。

## 周辺
- 福江中央公園（総合運動公園）
- 総合福祉保健センター
- 五島市立福江小学校
- 長崎県立五島高等学校